# 國際卡車司機兄弟會
國際卡車司機兄弟會（英語：International Brotherhood of Teamsters，縮寫IBT），也稱為卡車司機聯盟。是位於美國和加拿大的一個工會。該工會成立於1903年，由國際卡車司機工會和全國卡車司機工會合併而成，該工會現在代表公共部門和私營部門的藍領和專業工人。截至2015年，IBT的成員總數約為130萬人。